# Верхня Іленка
Верхня І́ленка (рос. Верхняя Иленка) — присілок у складі Байкаловського району Свердловської області. Входить до складу Баженовського сільського поселення.
Населення — 231 особа (2010, 240 у 2002).
Національний склад населення станом на 2002 рік: росіяни — 99 %.